# Șerbăuți
Șerbăuți es una comuna ubicada en el distrito de Suceava, Rumania.

## Superficie
Posee una superficie de 34,21 kilómetros cuadrados.

## Demografía
Hasta 2021 la población era de 3119 habitantes, con una densidad de población de 91,17 habitantes por kilómetro cuadrado.